# La collina dei ricordi. Nuove storie da La collina dei conigli
La collina dei ricordi - Nuove storie da La collina dei conigli (titolo originale: Tales from Watership Down) è una raccolta di racconti scritti da Richard Adams e pubblicata nel 1996, seguito del suo romanzo del 1972, La collina dei conigli. Consiste in una serie di racconti sulla mitologia dei conigli, seguiti da diversi capitoli che presentano molti dei personaggi introdotti nel libro precedente. Una recensione del New York Times riportò che trova il suo senso come appendice all'opera precedente di Adams, non essendo in grado di trovare giustificazione come opera indipendente dalla precedente. L'opera è suddivisa in tre parti: la prima è composta da sette racconti, la seconda contiene quattro episodi che raccontano eventi che hanno colpito El-ahrairah e Rabscuttle al loro ritorno dalla visita al Coniglio nero di Inlé, e il terzo contiene otto racconti ambientati nei mesi successivi agli eventi del libro originale.